# Hessois (cheval)
Pour les articles homonymes, voir Hessois.
Le Hessois (allemand : Hessisches Warmblut / Hessen) est une race de chevaux de sport issue de demi-sangs originaires de la région de Hesse en Allemagne. Ils ont évolué depuis le milieu des années 1900. Excellents chevaux de selle, ils sont montés en sports équestres. Depuis 2005, la race n'existe officiellement plus, et a été fusionnée avec le Hanovrien. 

## Dénomination
D'après l'écrivain Giacomo Giammatteo, le nom de cette race de chevaux, en allemand Hessischer s'écrit avec une initiale en majuscule, car il provient du Land allemand de Hesse.
Ce cheval est également connu sous les noms de « cheval de Hesse » et Hessois sang-chaud. 

## Histoire
Le Hessois se développe au milieu des années 1900 dans la région de Hesse en Allemagne. Ces chevaux sont l'une des nombreuses races de demi-sang d'Allemagne après le gain de popularité des sports équestres. L'élevage du cheval warmblood s'y développe à partir de croisements entre le Holsteiner et l'Oldenbourg. La race de Hesse est formée par des croisements entre le Trakehner et des Pur-sang importés.
Au cours des années 1960, la race est officiellement reconnue sous son propre stud-book. Il y a deux types différents, Waldeck Hesse et Hessen-Nassau, mais depuis 1972 ces deux types ont été fusionnés de même que leurs stud-books pour former le Hessois.
Les Hessois n'ont jamais reçu les mêmes attentions que les autres demi-sangs allemands comme le Trakehner et le Hanovrien. Depuis 2005, ces chevaux sont utilisés principalement dans l'élevage du Hanovrien et inscrits dans le stud-book de ce dernier. Depuis 2009, le Hessois est totalement inclut dans le Hanovrien.

## Description

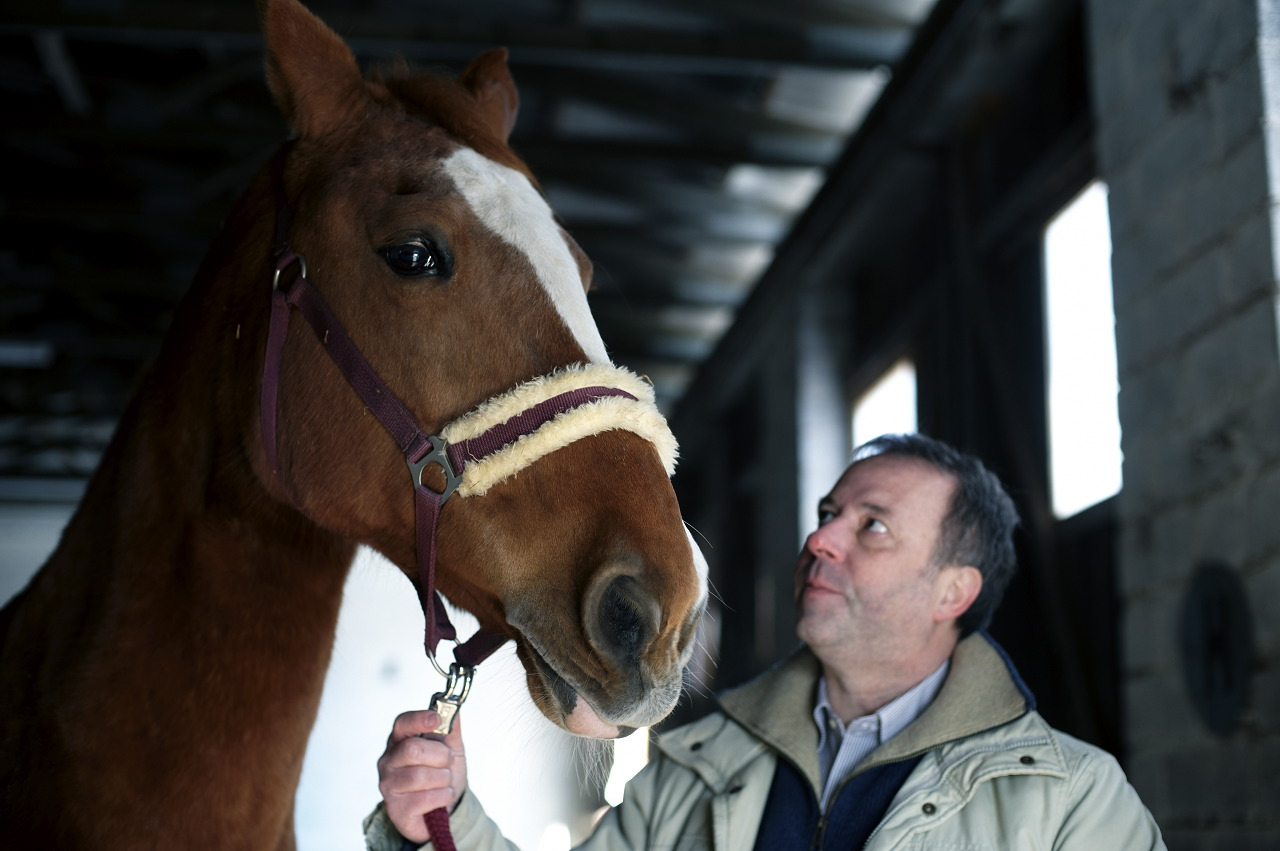
Tête d'un cheval de Hesse

C'est un cheval de selle et de sport, proche du Hanovrien. D'après CAB International, il toise 1,67 m en moyenne ; le guide Delachaux indique une fourchette de 1,60 m à 1,70 m. La base de données DAD-IS donne une moyenne de 1,62 m chez les femelles et 1,70 m chez les mâles.
La tête est belle, avec un profil rectiligne. 
Le Hessois peut avoir tout type de robe, généralement une robe alezane, baie, noire, grise ou rouanne, mais aussi pie, ce qui est inhabituel parmi les races de chevaux de sport.
Les Hessois ont des allures élastiques. Ils sont généralement élevés de façon stationnaire.
Ces chevaux sont caractérisées par une sensibilité et une intelligence doublée d'un tempérament calme et stable. 

## Utilisations

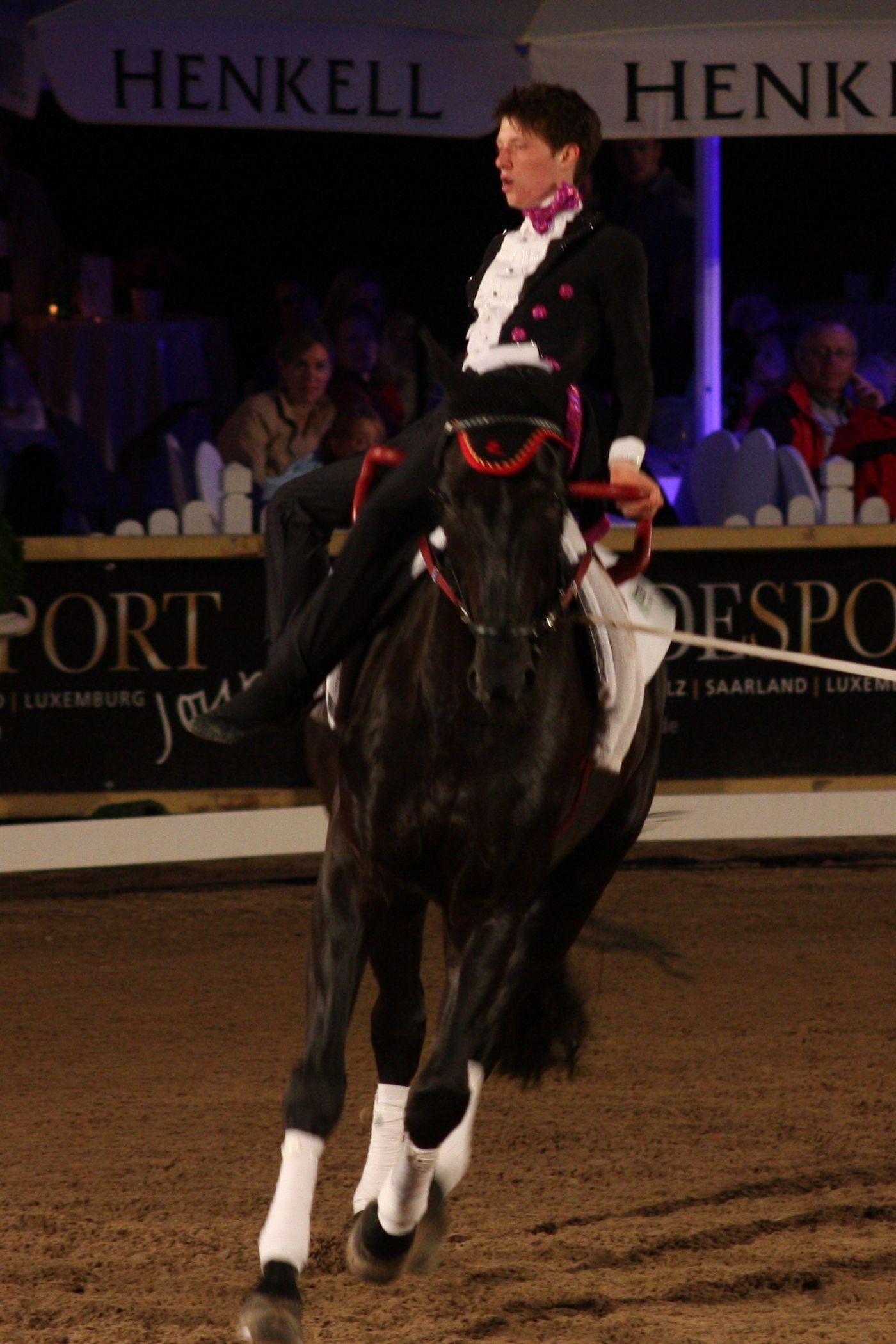
Hessois monté en voltige en cercle, 2013

Les Hessois sont d'excellents chevaux de selle. Leur utilisation principale s'effectue dans les sports équestres. Ils conviennent au dressage, au concours complet d'équitation et au saut d'obstacles, mais pas au niveau élite.

## Diffusion de l'élevage
Il est considéré comme une race native d'Allemagne. Comme son nom l'indique, il est propre à l'Ouest de l'Allemagne, au Holstein et à la Hesse, plus précisément dans le centre-ouest de ce lander. En 2004, les effectifs étaient de 2 235 individus, soit environ 2 000 juments et 170 étalons à la reproduction. L'étude menée par l'université d'Uppsala, publiée en août 2010 pour la FAO, signale le Hessen Warmblood comme une race locale européenne qui n'est pas menacée d'extinction. 